# 9,99$
9,99 $ — мультфильм в жанре кукольная анимация производства Австралии.

## Сюжет
Сюжет фильма крутится вокруг Дэйва Пека, безработного 28-летнего парня, который живёт со своим отцом ищет Смысл жизни. Разглядывая журнал, Дэйв находит рекламу книги о смысле жизни всего за 9,99 $. Дом, в котором живёт Дэйв, населяют самые разные персонажи — пенсионер, приютивший ангела-бродягу, вечный студент с тремя пятисантиметровыми друзьями, фокусник на пенсии, топ-модель с необычными сексуальными предпочтениями, и маленький мальчик, который полюбил свою свинью-копилку, мистера Квеллера. Каждый из них по своему ищет смысл жизни.

## В ролях
- Джеффри Раш — Ангел / Бродяга
- Энтони Лапалья — Джим
- Samuel Johnson — Дэйв
- Клодия Кэрван — Мишель
- Джоэл Эдгертон — Рон
- Барри Отто — Альберт
- Лианна Валсман — Танита
- Бен Мендельсон — Ленни
- Джэйми Катсаматсас — Зак

## Награды и номинации
- Приз зрительских симпатий на фестивале FICCO-2009
- Награда фестиваля EXXONMOBIL лучшей женщине-режиссёру на фестивале FICCO-2009
- Приз Anima BeTV — 2009 за лучший художественный мультфильм.
- Гран-при фестиваля анимационных фильмов Монстра-2009 (Лиссабон, Португалия)

Фильм был номинирован на премию Энни как лучший анимационный фильм, и в номинации за лучшую режиссуру.